# Space Kidz
Space Kidz (eerder Oscars's Boomhut) is een vrije val attractie in attractiepark Walibi Holland in Biddinghuizen.

## Geschiedenis
Space Kidz, is in 2000 gebouwd in het themagebied Walibi Land. In 2009 werd de Space Kidz verplaatst naar de Speed Zone om daar een plekje naast de Space Shot te krijgen. Dit is gedaan om de Speed Zone kindvriendelijker te maken. De attractie werd ook van een ander thema voorzien, van een boomhut naar een ruimte thema.
Afbeeldingen · Lijst van attracties